# Kościół w Alvie
Kościół w Alvie – kościół znajdujący się w pobliżu Hemse na wyspie Gotlandia, w Szwecji.

## Historia
Najstarszymi częściami kościoła są chór i apsyda, które zostały zbudowane na początku XIII wieku. Nawa został dodana w późniejszym okresie XIII wieku. Wieża kościoła pochodzi z XIV wieku, ale z nieznanych przyczyn jej budowa na planowaną pierwotnie wysokość nigdy nie została ukończona. 
Zakrystia została zbudowana około 1780 roku. Na początku XIX wieku powiększono okna i mniej więcej w tym samym czasie poprzednie pokrycie dachu zastąpiono dachówkami ceramicznymi.
Odbudowę zewnętrzną i wewnętrzną przeprowadzono w latach 1953–1954 na podstawie projektu architekta Gösta Wimana. Pozostawiono wówczas fasady i wnętrze, a także malowidła ścienne w nawie i wieży. Wymieniono sufit i podłogi oraz zainstalowano oświetlenie elektryczne i ogrzewanie kościoła.
Ostatnia rekonstrukcja wnętrza została przeprowadzona w 1990 roku. Wyczyszczone zostały ściany i pomalowano na biało drewniany dach nawy. Ostatnia zewnętrzna renowacja została przeprowadzona w 1993 roku na wniosek architekta Jana Utasa. Prace obejmowały głównie wapnowanie fasad, naprawę dachu i konserwację portali.
Najcenniejszym wyposażeniem kościoła jest krucyfiks z XIII wieku, ołtarz i chrzcielnica z XVII wieku oraz ambona z XVIII wieku.

## Galeria

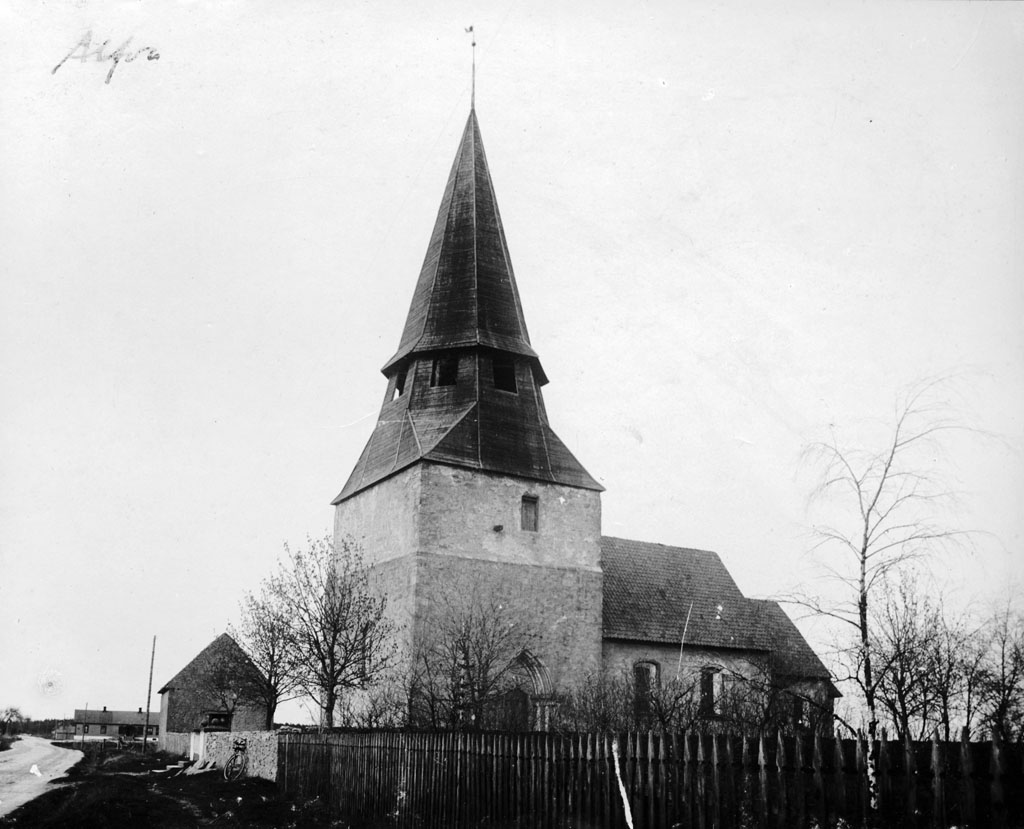
Kościół w Alvie
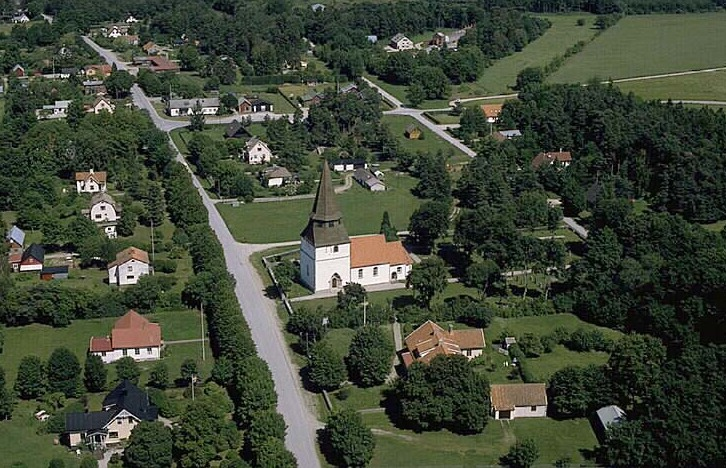
Kościół z lotu ptaka (1996)
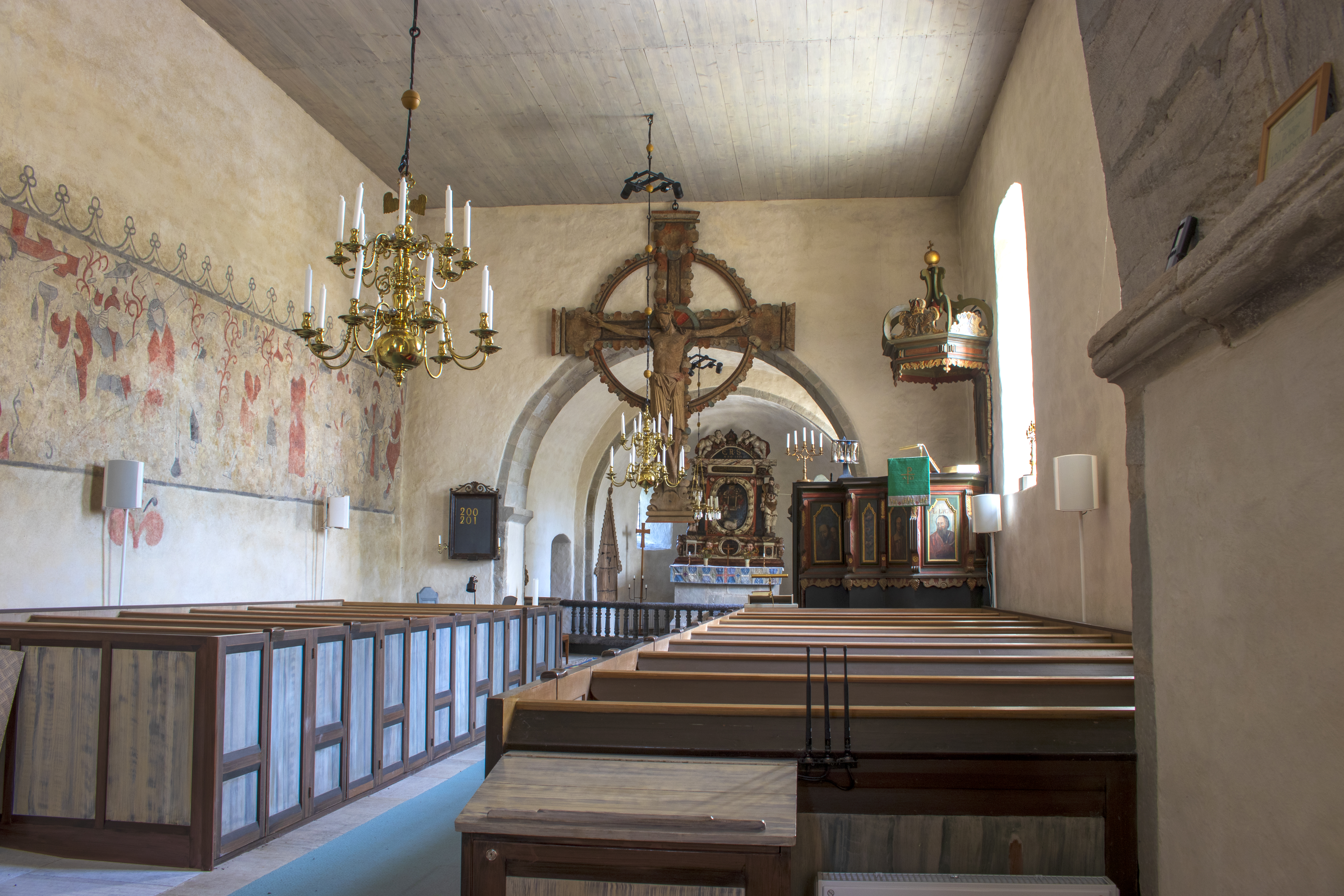
Wnętrze kościoła